# Secure Information Exchange Network Application
L’aplicació de xarxa d’intercanvi d’informació segura (SIENA) és una eina de comunicació per a la comunicació mútua entre oficines d’EUROPOL amb estats membres de la UE i tercers que participen en el trànsit de comunicació d’EUROPOL. En un informe del Consell d’Europa de gener de 2015, SIENA és nomenada l’aplicació bàsica d’Europol al costat de la Plataforma d’Experts d’Europol (EPE), el Sistema d’Informació d’Europol (EIS) i el Sistema d’Anàlisi d’Europol (EAS). :36 Segons EUROPOL, es va posar èmfasi especial en la protecció de dades i la confidencialitat, així com en el compliment de tots els requisits legals. SIENA és comparable a la xarxa de policia en línia de l’FBI. A diferència d’això, com a xarxa d’una organització internacional com el Sistema de comunicació global Interpol 24/7 (I24-7), la supervisió parlamentària sobre l’ús del sistema i el seu contingut és més difícil.
L'objectiu de la introducció de SIENA és permetre que el sistema es converteixi en un sistema central de gestió de la informació per al maneig de casos, les comparacions creuades i l'intercanvi de dades estructurades.

## Dades quantitatives
Segons EUROPOL, a finals del 2014 es configuraven 573 participants amb 4722 usuaris a SIENA, dels quals 28 són països membres, 14 "tercers" directament connectats i 19 parts implicades indirectament. A més dels membres directes de la UE, també col·laboren serveis de membres no comunitaris com Austràlia, Noruega i Suïssa, però segons la informació d’EUROPOL del 2012, aquests encara no s’integraven directament a la xarxa d’informació. La informació del moviment britànic pels drets civils Statewatch suggereix que la Interpol també té accés al sistema. A més, Statewatch 2012 informa de la participació d’Austràlia, Croàcia (ara membre de la UE), Islàndia i Noruega, així com l'establiment de plataformes regionals a Ghana i al Senegal.

## Especificacions tècniques
Poc se sap sobre el sistema SIENA; les referències de diversos documents només proporcionen una imatge incompleta. La mida del fitxer de les dades transmeses a SIENA està limitada a 50 Mbytes. Quan cal transferir fitxers més grans, s’utilitza una solució coneguda com a Large File Exchange (LFE).

## Història
Abans de la introducció de SIENA, a partir del 1996 s’utilitzava un sistema anomenat Sistema d’Intercanvi d’Informació (InfoEx). Quan es van fer més consideracions sobre la seguretat de les dades el novembre del 2005, també es va debatre sobre InfoEx amb més intensitat. A partir del 2007 es van elaborar plans detallats per substituir InfoEx per SIENA. El compromís de SIENA amb la comunicació a escala europea entre les autoritats policials es va fer durant les converses de Danzig, que van tenir lloc a Alemanya per primera vegada el 2008. SIENA es va desenvolupar a Suècia. La primera versió de SIENA es va publicar el gener, i després el juliol de 2009 en línia. El nucli de l'aplicació era un sistema que permet traduir les investigacions policials en 24 idiomes oficials i tres alfabets. Es van publicar altres versions successivament (V1.0, V1.1 i V1.2). La versió 2.0 es va publicar el març del 2010. SIENA 2.1 es va activar a finals del 2011, cosa que va permetre integrar tercers a la xarxa SIENA. La versió 2.3 oferia un format de missatge universal a finals de 2013 amb el qual es podien intercanviar dades en format PDF d’acord amb l’Acord de Prüm. 2014, el format del missatge es va ampliar de manera que es va habilitar la transmissió automàtica de dades i no es va haver de registrar la informació diverses vegades. 2014, es va llançar SIENA III, que va millorar la cooperació entre les agències nacionals.
EUROPOL ofereix l’ús de SIENA a altres agències com l'Oficina Europea de Lluita contra el Frau (OLAF), Eurojust i Frontex. La introducció de SIENA també s’està duent a terme als estats. El 2014, l'Oficina Federal per a la Prevenció i la Lluita contra la Corrupció, que està subordinada al Ministeri de l'Interior austríac, va anunciar la introducció de SIENA per a l'autoritat anticorrupció a l'octubre del 2016.
Des d’un informe EUROPOL a un comitè permanent del novembre de 2015, l'estat actual del programari es dona com a 2,8 (introduït a l’octubre de 2015). Al mateix temps, es constata que el nombre de notificacions relacionades amb el terrorisme al sistema va augmentar de 5 a 7 en tres trimestres. També s’incrementarà el nombre de participants.
En l'etapa de desenvolupament 3.0, la seguretat de Siena s'ha d'incrementar a "Confidencial de la UE". El desenvolupament es descriu com a necessari perquè l’actual eina de comunicació del Police Working Group on Terrorism (PWGT) ha arribat al final del seu cicle de vida.
També per al juliol de 2016, al servei secret holandès Algemene Inlichtingen- en Veiligheidsdienst (AIVD), amb seu al "Grup contra el terrorisme", un centre de fusió d'almenys 30 serveis d'intel·ligència dels estats membres de la UE, Noruega i Suïssa, es comunica a través de SIENA segons el supòsit del periodista alemany Matthias Monroy. El nivell de seguretat de les dades transmeses a través de SIENA hauria de ser superior al del sistema LEO dels EUA, cosa que, segons Monroy, hauria de ser possible el 2016. Amb aquest propòsit, es va haver de canviar la separació entre la policia i les dades dels serveis secrets, que fins aquell moment havien estat vàlides a Alemanya. Juliol de 2016 (BGBl. I S. 1818) es va acabar.

## Socis de comunicació connectats
El 2015, la mateixa Europol va declarar el nombre de participants connectats com a 5531 a 43 països diferents. Al gener de 2018, s’especificaven 1200 autoritats diferents de 47 països i el nombre total de notificacions supera el milió.
A les respostes a una petita pregunta (gener de 2016), l’administració del Bundestag llista com a socis afiliats directament: Albània, Austràlia, Islàndia, Canadà, Colòmbia, Liechtenstein, Macedònia, República de Moldàvia, Mònaco, Montenegro, Noruega, Sèrbia, Suïssa, EUA, Eurojust i la Interpol. Es relacionen indirectament: Bòsnia-Hercegovina, la Federació Russa, Turquia, Ucraïna, les missions civils de política europea de seguretat i defensa, OEDT, OLAF, el Banc Central Europeu, Centre Europeu de Prevenció i Control de Malalties, la Comissió Europea, CEPOL, Frontex, das Centre d’anàlisi d’intel·ligència de la UE, l’ Oficina de les Nacions Unides contra la droga i el delicte i l’ Organització Mundial de Duanes .